# Стефан Продев
Стефан Иванов Продев е български журналист, писател, есеист, публицист и филмов сценарист.

## Биография и творчество
Роден е в семейството на железничаря локомотивен машинист Иван Продев и Надежда Продева – чиновник-касиер в софийско кино, сестра на революционера Борис Милев. Прадядо му по бащина линия поп Шино е криел Васил Левски в село Енчовци, а после е ятак на четата на капитан Дядо Никола.
Стефан Продев израства в софийския квартал Банишора. Пише стихове като млад. Дебютира като журналист през 1942 г. във в. „Железничарски подем“. Член на РМС от 1943 г. Участва във въстанието от 9 септември 1944 г. Завършва гимназия в София през 1946 г.
Един от създателите на първия ученически вестник „Средношколско единство“ (1945 – 1947). Репортер във в. „Труд“ (1946 – 1948). Завършва Висшето артилерийско училище. Офицер в БНА (1950 – 1954). Дългогодишен главен редактор на вестник „Дума“ (1990 – 1999), а преди това редактор и на предшественика му „Работническо дело“ (1989) и главен редактор на изданията на БТА „ЛИК“ и „Паралели“ (1965 – 1979). Бил е отговорен секретар и завеждащ отдел „Публицистика“ на в. „Литературни новини“ (1957 – 1959), който е единствения вестник забранен от Тодор Живков, както и в сп. „Българска музика“ (1965), главен редактор на сп. „София“ (1980 – 1984), на вестник „Народна култура“ („Култура“ в периода 1984 – 1988 и 1989 – 1990). През 1973 г. е
специален кореспондент на БТА във Виетнам по време на войната със САЩ.
Сценарист е на игралния филм Поетът и дяволът (1984), в който се разказва за живота на поета Христо Смирненски. Режисьор е Иван Росенов. Сценарист е и на документалния филм Дни (1964), с режисьор Юлий Стоянов.
Председател е на Съюза на българските журналисти (СБЖ) (1990 – 2000) г..
Негови книги са преведени на руски, украински, арменски, киргизки, виетнамски език.
Съпруг е на оперната певица Божана Продева (1930 – 1999).
Стефан Продев е представител на дисидентските среди в БКП по време на социалистическия режим в България.
Народен представител от БСП в VII ВНС, XXXVI и XXXVII НС (1990 – 1997).

## Признание и награди
Награден е през 2005 г. посмъртно с наградата „Черноризец Храбър“, както и с наградата „Георги Кирков“ (2007 г.). Заслужил деятел на културата (1979)